# Frank Nyangweso
Francis Were „Frank” Nyangweso (ur. 29 września 1939 w Busii, zm. 15 lutego 2011 w Kampali) – ugandyjski bokser, wojskowy, polityk i działacz sportowy.

## Lata młodości
W młodości oprócz boksu trenował tenis, lekkoatletykę, piłkę nożną i siatkówkę. Za namową nauczyciela wychowania fizycznego zdecydował się na uprawianie jednej dyscypliny.

## Kariera
W latach 1954–1963 zostawał mistrzem kraju w wadze lekkiej, a w latach 1955-1962 zostawał mistrzem Afryki Wschodniej w wadze lekkośredniej. W 1960 wystartował na igrzyskach olimpijskich w tej samej wadze, kończąc rywalizację na 9. miejscu. W pierwszej rundzie zawodów miał wolny los, a w drugiej przegrał z późniejszym mistrzem olimpijskim Wilbertem McClure. W 1961 zdobył złoto Hapoel Games w wadze lekkośredniej oraz został wybrany sportowcem roku w Ugandzie. W 1962 został brązowym medalistą igrzysk Imperium Brytyjskiego i Wspólnoty Brytyjskiej (ob. igrzyska Wspólnoty Narodów) w tej samej wadze.

## Losy po zakończeniu kariery
W 1963 zakończył karierę, gdyż został powołany do wojska. W 1974 jako generał dywizji objął stanowisko ministra kultury i rozwoju społeczeństwa. Po odejściu z wojska został bankierem. Był również trenerem bokserskiej reprezentacji Ugandy na igrzyskach olimpijskich w 1968. W 1971 pełnił także funkcję prezesa Krajowej Rady Sportu podległej ministerstwu edukacji i sportu. W 1979 lub 1981 objął posadę prezesa ugandyjskiego komitetu olimpijskiego, którym był do 2009. Pełniąc tę funkcję został zamieszany w skandal związany z wyborem organizatora IO 2000. Za przyznanie igrzysk w 2000 Sydney miał otrzymać 35000$ oraz darmowe zakwaterowanie w Dorchester Hotel w Londynie. Nyangweso nie przyznał się do przyjęcia łapówki. W latach 1986–2006 był wiceprezesem AIBA, a w latach 1991-2001 pełnił funkcję prezesa Association of National Olympic Committees of Africa. W 1988 został wybrany członkiem MKOl.
Zmarł 15 lutego 2011 na niewydolność nerek oraz cukrzycę. Od 2010 jeździł na wózku inwalidzkim, po tym, jak amputowano mu nogę, a w ostatnich miesiącach życia był przykuty do łóżka. Pochowany został 26 lutego 2011.

## Życie prywatne
Był żonaty z Rosemary, z którą miał sześcioro dzieci, w tym rugbystę Michaela Wanderę.